# Любченко Георгій Опанасович
Лю́бченко Гео́ргій (Ю́рій) Опана́сович (1900—1970) — український архітектор.

## Біографія
Георгій Любченко народився 15 жовтня 1900 року у Староживотові (тепер у складі села Новоживотів) Таращанського повіту Київської губернії. Походив із селянинської родини.
Навчався у вищому початковому училищі й гімназії у Сквирі. 
У 1920-х роках працював у відділі політосвіти Сквирського військкомату, у бібліотечній секції відділу народної освіти Сквирського повітового ревкому (1921-1922), у трудовій школі у Сквирі (1921-1923).
1923 року вступив до Київського архітектурного інститут. У 1929 році закінчив архітектурний факультет Київського художнього інституту.
У 1928—1930 роках викладав у Першій художньо-індустріальній профшколі в Києві, у 1930—1932 роках — у Київському робітничому машинобудівному інституті, У 1933—1938 роках — у Київському будівельному інституті.
Водночас у 1933—1941 роках працював у конструкторському секторі Київської філії Науково-дослідного інституту споруджень, Архітектурно-планувальному управлінні (АПУ) Київського комгоспу, Київській обласній проектній конторі, проектній конторі республіканського Наркомату місцевої паливної промисловості. В АПУ Георгій Любченко розробляв проекти для київського генплану 1938 року.
У роки німецької окупації працював у відділі благоустрою Київської міської управи. Після зайняття Києва радянськими військами Георгія Любченка не заарештували, що може навести на думку про його співпрацю з органами НКВС. Він обійняв посаду старшого архітектора-інспектора Державного архітектурно-будівельного контролю Управління у справах архітектури Києва.

## Проєкти
- Будинок ІТП у стилі постконструктивізму[3][4];
- Їдальня заводу імені Артема у Києві (1929);
- житловий будинок співробітників НКВС УСРР(177 квартир, 17 секцій, 5 поверхів)[5] на вулиці Академіка Богомольця в Києві, 14/7 (1934)[3];
- насосна станція 2-го підйому Київського водогону у Вишгороді (1936);
- лікарняне містечко при залізничній станції Бобринська (1936-1937; виконано 1937-1938);
- будинок культури у с. Ставище (1937);
- житловий будинок працівників спиртового тресту в Житомирі (1937);
- колгоспний будинок культури в Піщаному (1937—1938);
- каменедробильний завод у Клесові (1939—1940);
- соцмістечко комбінату «Укрбурвугілля» в Олександрії (1938—1940);
- поштовий павільйон на Вокзальній площі в Києві (1940);
- житлове селище та будівля торфобрикетного заводу в Білокоровичах (1940—1941)[1].

## Нереалізовані проєкти
- Урядова площа у Києві у співавторстві з архітектором Павлом Альошиним (1934);
- житловий комбінат фабрики «Коттон-чулок» у Києві (1936—1937);
- столова туберкульозного санаторію в Гадячі (1939)[1].

## Наукові дослідження
- Інсоляція й орієнтація будинків (1932)[6].
- Конструкції частин будівель з армованого ґрунту (неопублікована праця)[1].